# 9115 Battisti
9115 Battisti este un asteroid din centura principală de asteroizi.

## Descriere
9115 Battisti este un asteroid din centura principală de asteroizi. A fost descoperit pe 27 februarie 1997 la Sormano de Piero Sicoli și Francesco Manca. Asteroidul prezintă o orbită caracterizată de o semiaxă mare de 2,40 ua, o excentricitate de 0,09 și o înclinație de 5,2° în raport cu ecliptica.